# Laguna Parququcha
La laguna Parququcha (del quechua parquy = regar, qucha = laguna) es una laguna natural de agua dulce de Bolivia, ubicada en el municipio de  Vacas de la provincia de Arani en el departamento de Cochabamba. 
Tiene una superficie de 7,20 kilómetros cuadrados, y es la más grande de las lagunas presentes en el municipio de Vacas.